# Högbo, Överby en Västanås
Högbo, Överby en Västanås (Zweeds: Högbo, Överby och Västanås) is een småort in de gemeente Sandviken in het landschap Gästrikland en de provincie Gävleborgs län in Zweden. Het småort heeft 189 inwoners (2005) en een oppervlakte van 98 hectare. Eigenlijk bestaat het småort uit 3 plaatsen Högbo, Överby en Västanås.